# Сюань Лу
Сюань Лу (от кит.упр. — 宣璐, пиньинь: Xuān Lù) — китайская актриса кино и телевидения и танцовщица, родившаяся 15 января 1991 года в Нанкине. Дебютировала в телевизионном сериале «Сон в красном тереме» (The Dream of Red Mansions). Особую популярность получила за роль Цзян Яньли в телесериале «Неукротимый».

## Фильмография

#### Кино
| Год  | Название      | Оригинальное название | Роль      | Примечания |
| ---- | ------------- | --------------------- | --------- | ---------- |
| 2013 | Misfire       | 弹无虚发              | Дан Цин   | [ 1 ]      |
| 2014 | Midnight Hair | 夜半梳头              | Сяо Хан   | [ 2 ]      |
| 2016 | Man Hunters   | 侠捕                  | Дин Чанэр | [ 3 ]      |

#### Телевизионные сериалы
| Год  | Название                                 | Оригинальное название  | Роль                          | Примечание |
| ---- | ---------------------------------------- | ---------------------- | ----------------------------- | ---------- |
| 2009 | Girl Rushes Forward                      | 女孩冲冲冲             | Ли Сяо                        | [ 4 ]      |
| 2010 | Сон в красном тереме                     | 红楼梦                 | Xue Yan                       | [ 5 ]      |
| 2013 | Обещание на крови                        | 血誓                   | Long Xiu                      | [ 6 ]      |
| 2013 | Легенда о танце                          | 舞乐传奇               | Lanman Shandi                 | [ 7 ]      |
| 2014 | Mother's Scheme                          | 娘心计                 | Сяо Нан                       | [ 8 ]      |
| 2014 | Expiration Date to Fall in Love with You | 有效期限爱上你         | Jiang Li                      | [ 9 ]      |
| 2015 | Полуночное такси                         | 午夜蝴蝶               | Лин Фанфан                    | [ 10 ]     |
| 2015 | Yangko Dance                             | 大秧歌                 | Huai Hua                      | [ 11 ]     |
| 2015 | Перевозчик душ 2                         | 灵魂摆渡2              | Fei Cui                       | [ 12 ]     |
| 2016 | Перевозчик душ 3                         | 灵魂摆渡3              | Fei Cui / Hu Po               | [ 13 ]     |
| 2017 | City of Smoke                            | 决币                   | Zhao Yuan                     | [ 14 ]     |
| 2017 | As Flowers Fade and Fly Across the Sky   | 花谢花飞花满天         | Hua Pingting                  | [ 15 ]     |
| 2018 | Ruyi's Royal Love in the Palace          | 如懿传                 | Princess Hengchuo             | [ 16 ]     |
| 2018 | Возвращение принца Ян Лина в Мин         | 回到明朝当王爷之杨凌传 | Princess Yongfu / Zhu Xiuning | [ 17 ]     |
| 2019 | Неукротимый: Повелитель Чэньцин          | 陈情令                 | Цзян Яньли                    | [ 18 ]     |
| 2019 | Арсенал военной академии                 | 烈火军校               | Bai Biyun                     | [ 19 ]     |
| 2019 | Притяжение радуги                        | 彩虹的重力             | He Caihong                    | [ 20 ]     |
| 2019 | Глаза Ангела                             | 天使的眼睛             | An Xiaotong                   | [ 21 ]     |
| 2020 | Влюбленные из сказочной страны           | 蓬莱间                 | Лин Лон                       | [ 22 ]     |
| 2020 | Что, если вы мой босс?                   | 奈何BOSS又如何         | Nie Xingchen                  | [ 23 ]     |
| 2020 | Мы молоды                                | 青春创世纪             | Zhang Jiayun                  | [ 24 ]     |
| TBA  | Wen Tian Lu                              | 问天录之少年钟馗       | Liu Hanyan                    |            |
| TBA  | Записи южного дома благовоний            | 南烟斋笔录             | Yan Suwei                     | [ 25 ]     |
| TBA  | Destiny of Love                          | 亲爱的！好久不见       | Zhao Zhengyun                 | [ 26 ]     |
| TBA  | The Last Cook                            | 末代廚娘               | Цин Яо                        | Камео      |
| TBA  | Песня юности                             | 玉楼春                 |                               | Камео      |
| TBA  | Мисс Ворона и мистер Ящерица             | 乌鸦小姐与蜥蜴先生     | Chen Wenwen                   | Камео      |
| TBA  | Пробуждение Чанъаня                      | 梦醒长安               | Chou Yanzhi                   | [ 27 ]     |

#### Телевизионные шоу
| Год  | Название   | Оригинальное название | Роль       | Примечания |
| ---- | ---------- | --------------------- | ---------- | ---------- |
| 2019 | Miss Voice | 这样唱好美            | Конкурсант |            |

## Дискография
| Год  | Название         | Оригинальное название | Примечания |
| ---- | ---------------- | --------------------- | ---------- |
| 2019 | Оставшаяся жизнь | 余生漫漫              |            |
| 2020 | Экспресс Любви   | 爱情速递              |            |

## Спектакли
| Год  | Название                 | Оригинальное название | Тип выступления | Примечания |
| ---- | ------------------------ | --------------------- | --------------- | ---------- |
| 2007 | Маленькая девочка-спичка | 卖火柴的小女孩        | Балет           |            |